# 绿林山
绿林山，是一个中国地名。史书记载，新莽末年农民军领袖王匡、王凤占领此地，聚集当地农民以及一些逃犯，以此作为起义根据地，形成了农民起义军绿林军。

## 当代使用
绿林山是绿林军的根据地，也是绿林军的名称由来。根据这一历史，后世用“绿林好汉”来指称聚集山林之中反抗统治阶级或聚众抢劫路人的人。

## 绿林山的位置
《后汉书》认为绿林山位于在湖北当阳东北。《中国军事百科》等当代资料认为绿林山应当位于今湖北大洪山。